# Olympiastadion Turin
Das Olympiastadion Turin, offiziell seit 2016 Stadio Olimpico Grande Torino, ist ein Fußballstadion in der nordwestitalienischen Großstadt Turin, Region Piemont. Es befindet sich im südlichen Stadtteil Santa Rita, zwischen dem Corso Sebastopoli und der Via Filadelfia, unmittelbar neben der 2005 eröffneten Mehrzweckhalle Pala alpitour und dem Messegelände Torino Esposizioni.

## Geschichte
Das Stadion wurde 1933 errichtet und hieß anfangs Stadio Municipale Benito Mussolini. Die ersten darin ausgetragenen Veranstaltungen waren die Giochi Littoriali dell'anno XI, die Campionati Internazionali Studenteschi und die Leichtathletik-Europameisterschaften 1934.
Während der Fußball-Weltmeisterschaft 1934 beherbergte es zwei Partien. Ab der Saison 1934/35 wurde die Arena die Heimstätte von Juventus Turin, die darin 16 Meistertitel feiern konnten. Der Lokalrivale AC Turin zog erst Ende der 1950er Jahre aus dem maroden Stadio Filadelfia ins Stadion um.
Nach dem Ende des Zweiten Weltkriegs wurde es zunächst in Stadio Comunale umbenannt. Am 11. Mai 1947 wurde im Comunale italienische Fußballgeschichte geschrieben. Bei der Begegnung der italienischen Nationalmannschaft gegen Ungarn (3:2) standen zehn Spieler des Grande Torino in der Anfangsformation, ironischerweise war der elfte Mann der Juve-Spieler Lucidio Sentimenti. Nie wieder standen mehr Akteure eines einzelnen Klubs in der Startelf der Squadra Azzurra.
In den Jahren 1959 und 1970 beherbergte das Stadio Comunale die Sommer-Universiade. Außerdem wurden vor allem in den 1980er Jahren viele Konzerte im Stadion veranstaltet, so spielten beispielsweise AC/DC, Bob Marley, Bruce Springsteen, Madonna, Michael Jackson, Pink Floyd, Vasco Rossi und Zucchero. Von 1986 bis 2005 hieß es Stadio Comunale Vittorio Pozzo.
Nach der Eröffnung des Stadio delle Alpi wechselten die beiden Fußballclubs in das neue Stadion, danach war das Comunale lange Zeit Trainingsgelände von Juventus.
Anlässlich der Olympischen Winterspiele 2006 in Turin wurde das Comunale für ca. 30 Mio. Euro grundlegend saniert. Es wurde komplett überdacht und erhielt neue Tribünen sowie einen dritten Rang, des Weiteren wurden Einzelsitze installiert, dadurch sank die Kapazität auf ca. 27.000 Sitzplätze. Das Stadion erhielt den Namen Stadio Olimpico und beherbergte die Eröffnungs- und die Schlussfeier, dazu wurde die Kapazität kurzzeitig auf 35.000 Plätze erweitert.
Zur Saison 2006/07 wechselten beide Turiner Fußballklubs aus dem ungeliebten Stadio delle Alpi wieder in die Arena. Seit der Saison 2011/12 spielt Juventus im neu eröffneten Juventus Stadium und das Stadio Olimpico ist alleinige Heimstätte des FC Turin.
Im April 2016 beschloss die Stadt Turin die Umbenennung in Stadio Olimpico Grande Torino, in Erinnerung an die Grande Torino, der erfolgreichen Mannschaft des AC Turin in den 1940er Jahren, die beim Flugunfall von Superga 1949 fast komplett ums Leben kam.

## Bedeutende Fußballspiele
- ein Achtel- und ein Viertelfinale der Fußball-Weltmeisterschaft 1934
- Finale des Messepokals 1965 zwischen Juventus Turin und Ferencváros Budapest
- Finalhinspiel des Messepokals 1971 zwischen Juventus Turin und Leeds United
- Finalhinspiel des UEFA-Pokals 1977 zwischen Juventus Turin und Athletic Bilbao
- drei Gruppenspiele der Fußball-Europameisterschaft 1980
- Finalhinspiel des UEFA-Pokals 1990 zwischen Juventus Turin und dem AC Florenz

## Galerie

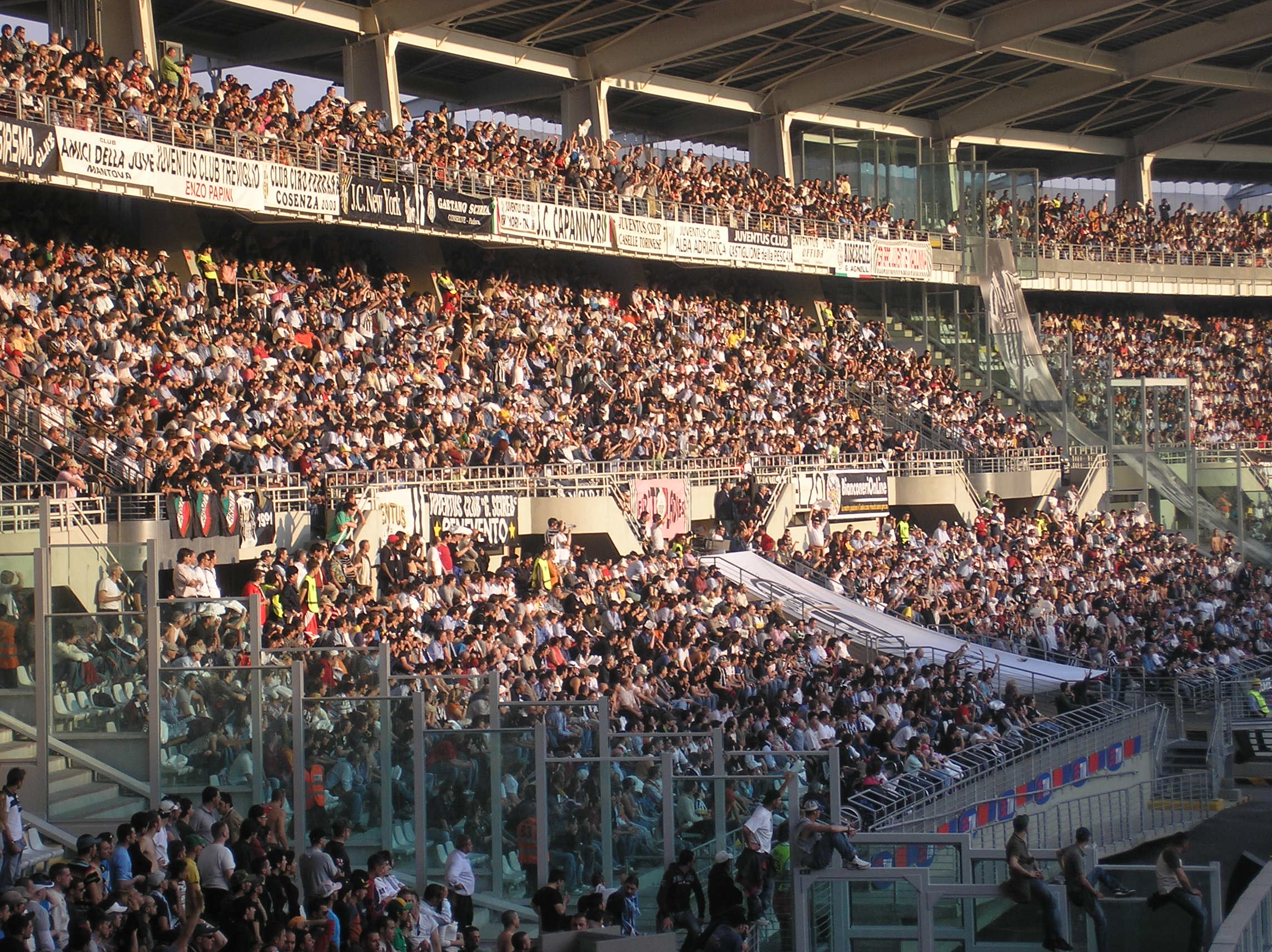
Fans von Juventus Turin (2006)
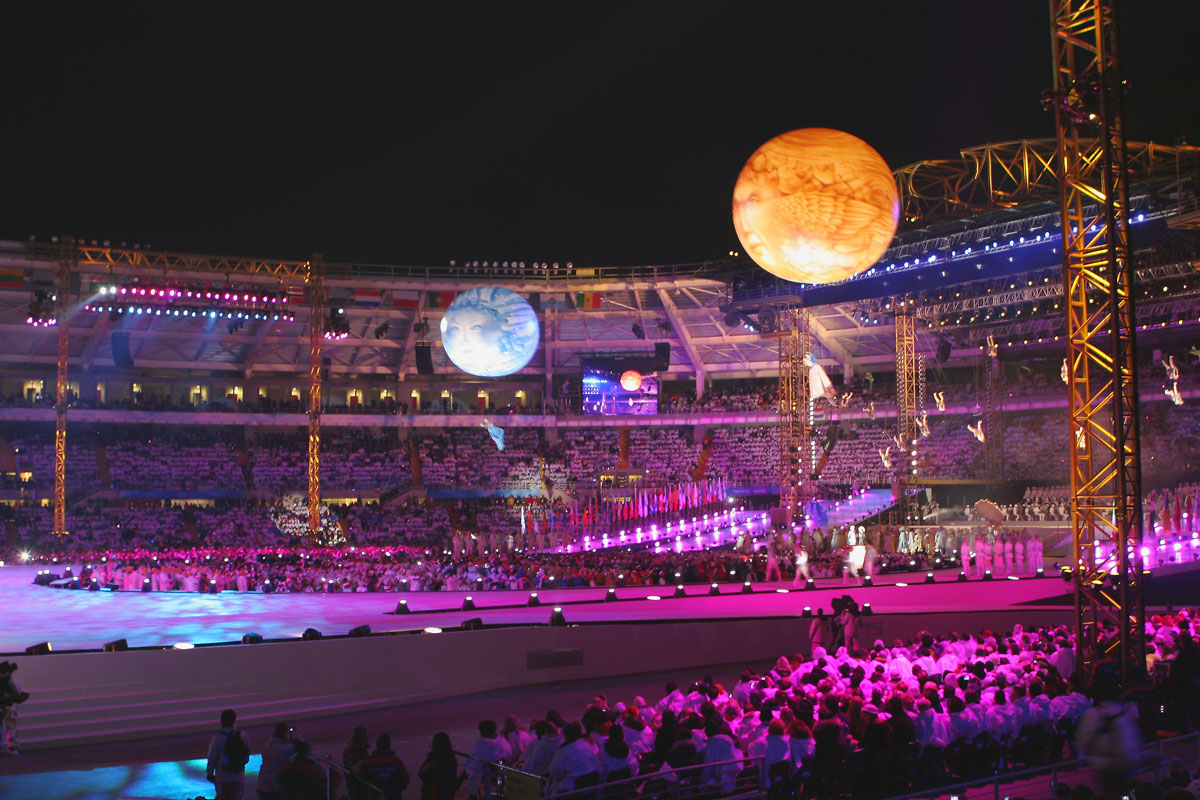
Eröffnungsfeier der Olympischen Winterspiele 2006
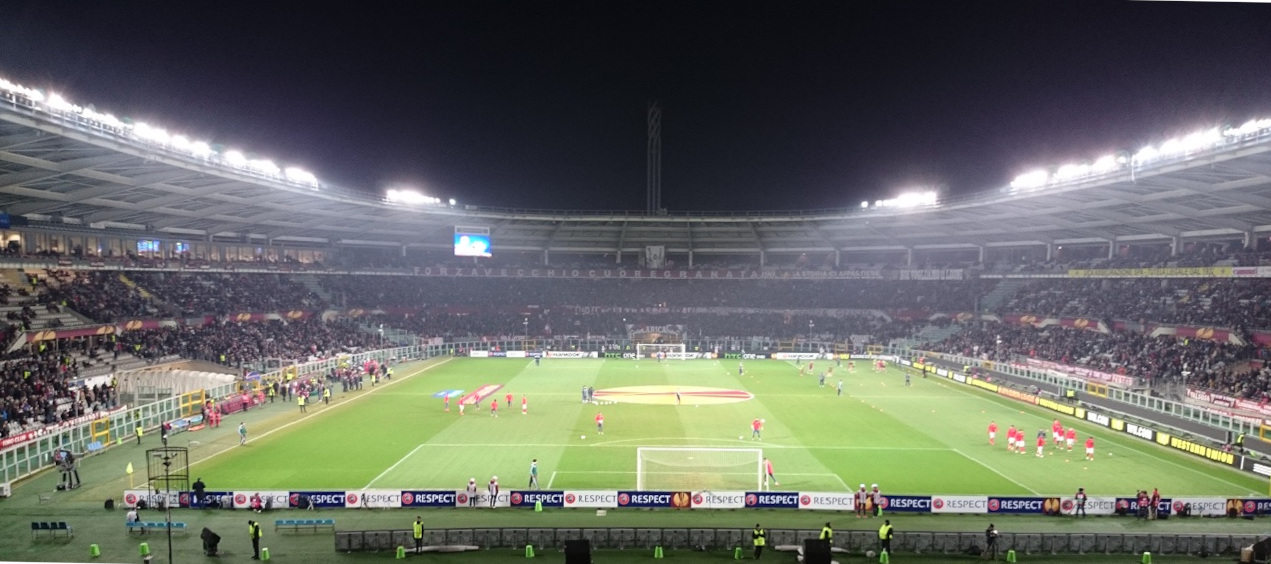
Blick aus der Curva Primavera (2015)